# انسداد شرياني جزئي أو كلي
انسداد الشرايين هو حالة تتضمن حدوث انسداد جزئي أو كلي لتدفق الدم عبر الشريان. تعرف الشرايين بأنها الأوعية الدموية التي تحمل الدم المؤكسج إلى أنسجة الجسم. يؤدي انسداد الشرايين إلى تعطيل تدفق الأكسجين والدم إلى الأنسجة، ما يؤدي إلى الإصابة بنقص التروية. تتراوح أعراض الانسداد الشرياني بناء على مدى نقص التروية من الألم الخفيف والألم الذي يخف بالراحة إلى نقص الإحساس أو الشلل الذي قد يتطلب البتر.
يمكن تصنيف الانسداد الشرياني إلى ثلاث أنواع بناء على الآلية المرضية، وهي الانصمام والخثار والتصلب العصيدي. تعد هذه الأنواع الثلاثة السبب وراء العديد من الأمراض الشائعة مثل مرض القلب التاجي ومرض الشريان المحيطي والانصمام الرئوي، ويمكن الوقاية منها عبر تقليل عوامل الخطر. عند تطبيق الوقاية والتدبير غير المناسبين، قد تتطور هذه الأمراض إلى مضاعفات مهددة للحياة مثل النوبة القلبية والغنغرينا والسكتة الدماغية، وقد تتسبب في موت الدماغ النهائي أو السكتة القلبية في الحالات الشديدة.
يشخص الانسداد الشرياني باستخدام اختبار الجهد والفحص بالصدى الدوبلري وتصوير الأوعية المحوسب التاجي متعدد الكواشف. قد يتراوح التدبير من التدخلات الجراحية مثل المجازات واستئصال بطانة الشريان واستئصال الصمة إلى الأدوية المميعة للدم.

## العلامات والأعراض
تعتمد علامات الانسداد الشرياني وأعراضه على عدة عوامل، مثل موضع الانسداد وامتداده وبدئه. يتطلب ظهور الأعراض بصورة ملحوظة انسداد ما يقارب 70% من الشريان عادةً. قد تكون الأعراض أقل شدة إذا حدث الانسداد تدريجيًا، إذ يتيح ذلك الوقت الكافي للأوعية الموجودة لتتسع وتتشكل أوعية جديدة (أوعية جانبية)، ويسمح ذلك بوصول الدم إلى المنطقة. سوف تتمثل الأعراض في هذه الحالة بالعرج المتقطع ببساطة. يؤدي التضيق المفاجئ إلى أعراض أكثر شدة، نظرًا لأن الوقت القصير لا يكفي لتشكل أوعية جانبية. قد ينتج عما سبق أعراض مثل الشعور بالبرد والخدر أو حتى شلل الجزء المصاب من الجسم.
يعد العرج المتقطع العرض الأكثر شيوعًا للانسداد الشرياني، ويتضمن الشعور بالألم والمضض في العضلة المصابة. يُحرض الألم غالبًا بالنشاط الجسدي ويخف عند الراحة. قد يتطور الألم والمضض العضلي مع المشي، ويتسارع مع الهرولة الخفيفة أو صعود مرتفع مشيًا. يخف الألم أغلب الأحيان بعد الراحة لعدة دقائق. يتقيد نشاط الأفراد المصابين بفترات قصيرة فقط ما يؤثر سلبًا على نوعية حياتهم.
تعد العلامات ظاهرة بوضوح عادةً عند وجود أعراض شديدة وتؤدي إلى الإقفار (نقص التروية). تتضمن التظاهرات السريرية للإقفار ست نقاط، وهي الشحوب والألم وتشوش الحس والشلل وغياب النبض وتغير الحرارة. يلاحظ الأفراد المصابون شحوب المنطقة المصابة ويشعرون بألم شديد. مع تفاقم الحالة، تبدأ المنطقة بالإزرقاق والخدر. في الحالات الشديدة، يسمح ذلك بحدوث الشلل وتغير الحرارة، وقد يتطلب بتر الطرف المصاب.

## أنواع الانسداد الشرياني
تشمل أنواع الانسداد الشرياني الملاحظة بصورة شائعة الخثار والتصلب العصيدي والانصمام.

### الانصمام
يتضمن الانصمام انسداد الأوعية الدموية بفعل صمة. يُطلق على الانسداد الشرياني الناتج عن الصمة مصطلح «الانصمام الشرياني». تعرف الصمة بأنها عامل يعوق تدفق الدم عبر سد الأوعية الدموية فيزيائيًا. قد تكون الصمة عبارة عن فقاعات غازية أو ترسبات دهنية أو سائل أمنيوسي أو جلطة دموية أو جسم أجنبي. تنفصل الصمات الشريانية عادةً عن موقعها الأولي وتنتقل عبر الدوران لتسد الشرايين الثانوية، ما يسبب إقفار عدة مناطق.

### الخثار
يحدث الخثار حين تسد خثرة ما الأوعية في الجسم. تعد الخثرة أو الجلطة الدموية كتلة متحركة من الخلايا الدموية التي تتجول في الجسم مع الدوران. قد تسد الخثرة الأوردة (الخثار الوريدي) أو الشرايين (الخثار الشرياني). توصف الآلية المرضية للخثار في ثالوث فيرخوف الذي يشمل الإرقاء وأذية جدار الوعاء وفرط الخثورية. يؤدي الخثار الشرياني إلى تضيق الوعاء بشكل ملحوظ أو انسداده تمامًا ما يعوق تدفق الدم الشرياني ووصول الأوكسجين إلى الأنسجة.

### التصلب العصيدي
في التصلب العصيدي، تتصلب طبقة البطانة الداخلية للشرايين بسبب ترسب لويحة عصيدية. تتكون اللويحة العصيدية التي تدعى أيضًا بلويحة التصلب العصيدي من الدهون والبالعات المحملة بالدهون. يؤدي ترسب اللويحة إلى تضيق الشريان فيزيائيًا وتعطيل وظيفة الخلايا البطانية، ما يحرض إنتاجها للعوامل الكيميائية المقبضة للأوعية والتي تضيق لمعة الشريان. ينتج عما سبق اضطراب تدفق الدم في الشرايين، ما يؤثر على إمداد الأوكسجين إلى الأنسجة.

## أمراض الانسداد الشرياني
تعتمد الفيزيولوجيا المرضية لأمراض الانسداد الشرياني على نوع الانسداد وشدة إعاقة جريان الدم وموضع الشريان المسدود. تشمل أمراض الانسداد الشرياني الشائعة مرض القلب التاجي ومرض الشريان المحيطي والانصمام الرئوي.

### مرض القلب التاجي
ينتج مرض القلب التاجي (سي أيه دي) عن تضيق الشرايين التاجية بسبب لويحة تصلب عصيدي. تروي الشرايين التاجية الخلايا العضلية القلبية في القلب. تحتاج الخلايا العضلية القلبية تروية مستمرة لتساعد في ضخ القلب. عند حدوث مرض القلب التاجي، يحد تشكل لويحة التصلب العصيدي في الشرايين التاجية من إمداد الأوكسجين إلى خلايا عضلة القلب، ما يعطل القلوصية القلبية.
تختلف شدة مرض القلب التاجي بناء على امتداد الانسداد ضمن الشريان التاجي. يعاني المرضى المصابون بتضيق لمعة قدره 75% من أعراض مترافقة مع تحدد تروية الخلايا العضلية القلبية، خاصة عند وجود النشاط البدني. يسبب مرض القلب التاجي عند وجود جهد أعراضًا مثل الألم الصدري الذي يسمى خناق الصدر المستقر. قد يتطور خناق الصدر المستقر إلى خناق صدر غير مستقر، ويعلن بدء متلازمة الشريان التاجي الحادة، والتي قد تتفاقم أكثر لتتحول إلى نوبة قلبية.
تشمل عوامل الخطر لمرض القلب التاجي التدخين وارتفاع الكوليسترول والسمنة والسوابق العائلية للمرض. يؤدي تراكم الكوليسترول في مجرى الدم نتيجة النظام الغذائي عالي الدهون إلى حدوث انسداد بالتصلب العصيدي وما يترتب عليه من عواقب سريرية. بالتالي، تتضمن الإجراءات الوقائية لمرض القلب التاجي تغيير النظام الغذائي بصورة أساسية. قد ينخفض احتمال حدوث مرض القلب الشرياني عند اتباع نظام غذائي ذو نسبة منخفضة من الدهون المشبعة وغير المشبعة مع تناول الخضار والفواكه والحبوب.

### مرض الشريان المحيطي
يصيب مرض الشريان المحيطي (بّي أيه دي) أو إقفار الطرف الشرايين الفخذية أو شريان باطن الركبة أو الشريان الحرقفي. ينتج مرض الشريان المحيطي عن لويحات تصلب عصيدي تسد الشريان وتمنع تدفق الدم إلى النهايات. عند حدوث إعاقة في جريان الدم، تنتقل العضلات المصابة بالإقفار من الاستقلاب الهوائي إلى الاستقلاب اللاهوائي لتتأقلم مع نقص الأوكسجين. لكن، لا ينتج الاستقلاب اللاهوائي طاقة كافية، ما ينقص تركيز جزيئات الطاقة في النسيج داخل الخلوي للعضلات، وتدعى هذه الجزئيات الأدينوسين ثلاثي الفوسفات. يؤدي نفاد الأدينوسين ثلاثي الفوسفات إلى تسرب الكالسيوم إلى داخل الخلايا العضلية، ما يعوق عدة مكونات عضلية ويتسبب في نهاية المطاف في حدوث نخر الألياف العضلية.
تشمل عوامل الخطر لمرض الشريان المحيطي التقدم بالعمر والتدخين وارتفاع ضغط الدم وارتفاع الكوليسترول، ويعد التدخين أكثر العوامل إسهامًا في تطور المرض. يعود ذلك إلى أن التبغ يحوي موادًا كيميائية يحتمل أنها تزيد حدوث مرض الشريان المحيطي بشدة. بالتالي، يمكن الوقاية من مرض الشريان المحيطي عبر الإقلاع عن التدخين.

### الانصمام الرئوي
يتضمن الانصمام الرئوي (بّي إي) انسداد الشريان الرئوي بفعل صمة، وتكون غالبًا خثارية، وتعيق تدفق الدم إلى الرئتين. يؤدي تعطل تدفق الدوران الرئوي إلى عدم توافق شديد في نسبة التهوية/التروية في الرئتين، وينتهي بنقص تأكسج الدم والقصور التنفسي. تعد معظم حالات الانصمام الرئوي من عقابيل الخثار الوريدي العميق (دي في تي)، الذي ينتج عن انفصال خثرة وريدية متشكلة في النهايات وانتقالها إلى الشريان الرئوي.
يأتي الخثار الوريدي العميق أولًا ثم يحدث الانصمام الرئوي بعده، وبالتالي تتداخل عوامل الخطر بالنسبة للانصمام الرئوي مع تلك الخاصة بالخثار الوريدي العميق. تشمل هذه العوامل قلة الحركة والجراحات السابقة والرض وسوابق خثار وريدي عميق وارتفاع ضغط الدم. يعد نمط الحياة الساكن وقلة الحركة عوامل خطر مهمة قابلة للتغيير فيما يتعلق بالانصمام الرئوي. يقلل انعدام الحركة من معدل تقلص عضلات الساقين، ما يعزز تشكل الخثرات في أوعية الربلة والتي قد تنتقل إلى الرئتين. بالتالي، يعد النشاط البدني هامًا في الوقاية من الانصمام الرئوي.